# Chór Czarownic
Chór Czarownic – zespół muzyczny założony w 2016 r. w Poznaniu z inicjatywy poznańskiej artystki Ewy Łowżył. Autorką tekstów zespołu jest Malina Prześluga, muzykę zakomponowali Zbyszek Łowżył, Patryk Lichota, Mieszko Łowżył oraz Malwina Paszek. W skład zespołu wchodzi Anna „Nosferati” Król (gitara basowa), Mieszko Łowżył (perkusja), Ida Łowżył (harfa stalowa), towarzyszy im chór kobiet.
Nazwa zespołu nawiązuje do wydarzenia, jakie miało miejsce w 1511 r. w poznańskiej dzielnicy Chwaliszewo. Spalono wtedy na stosie mieszkankę miasta oskarżoną o zatrucie piwa. Wyrok ten zapoczątkował inne egzekucje rzekomych czarownic w Polsce. Nazwa ma przywracać pamięć o tym wydarzeniu, ale też wskazywać, że współcześnie okrucieństwo wobec kobiet nadal istnieje, choć w innej, bardziej subtelnej formie.
Chór powstał w 2016 w wyniku warsztatów ze śpiewu białego, organizowanych jako część projektu „Aktywator – kultura dla przestrzeni, przestrzeń dla kultury”. Pierwszy występ zespołu odbył się na schodach Teatru Polskiego w Poznaniu w maju 2016 w ramach festiwalu Bliscy nieznajomi. W tamtym czasie jednak chór nie był stałym, regularnie występującym zespołem. W październiku 2016 podczas tzw. czarnego protestu (demonstracje przeciwko zaostrzeniu ustawy antyaborcyjnej w Polsce) w Poznaniu Ewa Łowżył wydrukowała i rozdała jeden z tekstów chóru manifestującym kobietom. Utwór Twoja władza  (z fragmentem Milion nas tak teraz stoi, żadna z nas się już nie boi) określano w mediach jako hymn czarnego protestu. Śpiew demonstrantek stał się inspiracją do zmiany Chóru Czarownic w stały zespół.
W maju 2017 Chór wystąpił w Teatrze Polskim w Poznaniu w spektaklu Pieśni czarownicy.
Teksty chóru opowiadają o sile kobiet, o buncie, gniewie, macierzyństwie, wymaganiach stawianych przez kulturę. W założeniu ma opowiadać o różnych relacjach z kobiecej perspektywy, ujmując ją szerzej niż tylko perspektywa ofiary. Według Stefana Drajewskiego z „Głosu Wielkopolskiego” teksty są poetyckie, miejscami autoironiczne, charakteryzują się nie tylko reakcją na bieżące sprawy polityczne, ale też ogólną mądrością. Z kolei Magda Piekarska z „Gazety Wyborczej” uznaje, że zachęcają do słusznego sprzeciwu i budzą w kobietach dumę i godność.
Podczas występów chórzystki grają na nietypowych instrumentach – pozyskanych z recyclingu, stalowej harfie i stalowych beczkach. Występują boso, w satynowych halkach (zaprojektowanych i uszytych przez Faustynę Andrzejak), z intensywnym makijażem.
W 2017 r. Chór wystąpił m.in. na Przeglądzie Piosenki Aktorskiej we Wrocławiu oraz w Teatrze Powszechnym w Warszawie i na festiwalu Spoiwa Kultury w Szczecinie. Koncert Chóru znalazł się w programie Festiwalu w Jarocinie.  10 września 2017 r. Chór Czarownic wystąpił na 9. Kongresie Kobiet w Sali Ziemi w Poznaniu. Wideo z nagraniami ich utworów zostały też włączone w wystawę Polki, patriotki, rebeliantki zorganizowaną w poznańskiej Galerii Miejskiej Arsenał. W 2018 r. chór został nominowany do nagrody „Okulary równości” przyznawanej przez Fundację Izabeli Jarugi Nowackiej.